# Doha (Gemeinde)
Doha (arabisch بلدية الدوحة, DMG Baladiyyat ad-Dauḥa) ist eine von acht Gemeinden Katars. Hauptort der Gemeinde ist die gleichnamige Stadt Doha. Die Gemeinde hatte mit der Volkszählung von 2015 insgesamt 956.457 Einwohner.
Das Gebiet von Doha umfasst 234 km². Es liegt im östlichen Teil von Katar am Meer. Im Süden grenzt die Gemeinde an al-Wakra, im Westen an ar-Rayyan und im Norden an ad-Daʿayan.

## Demografie
| März 1986 | März 1997 | März 2004 | April 2010 | April 2015 |
| --------- | --------- | --------- | ---------- | ---------- |
| 234.753   | 296.195   | 412.701   | 816.434    | 956.457    |